# 蒙特利尔地铁

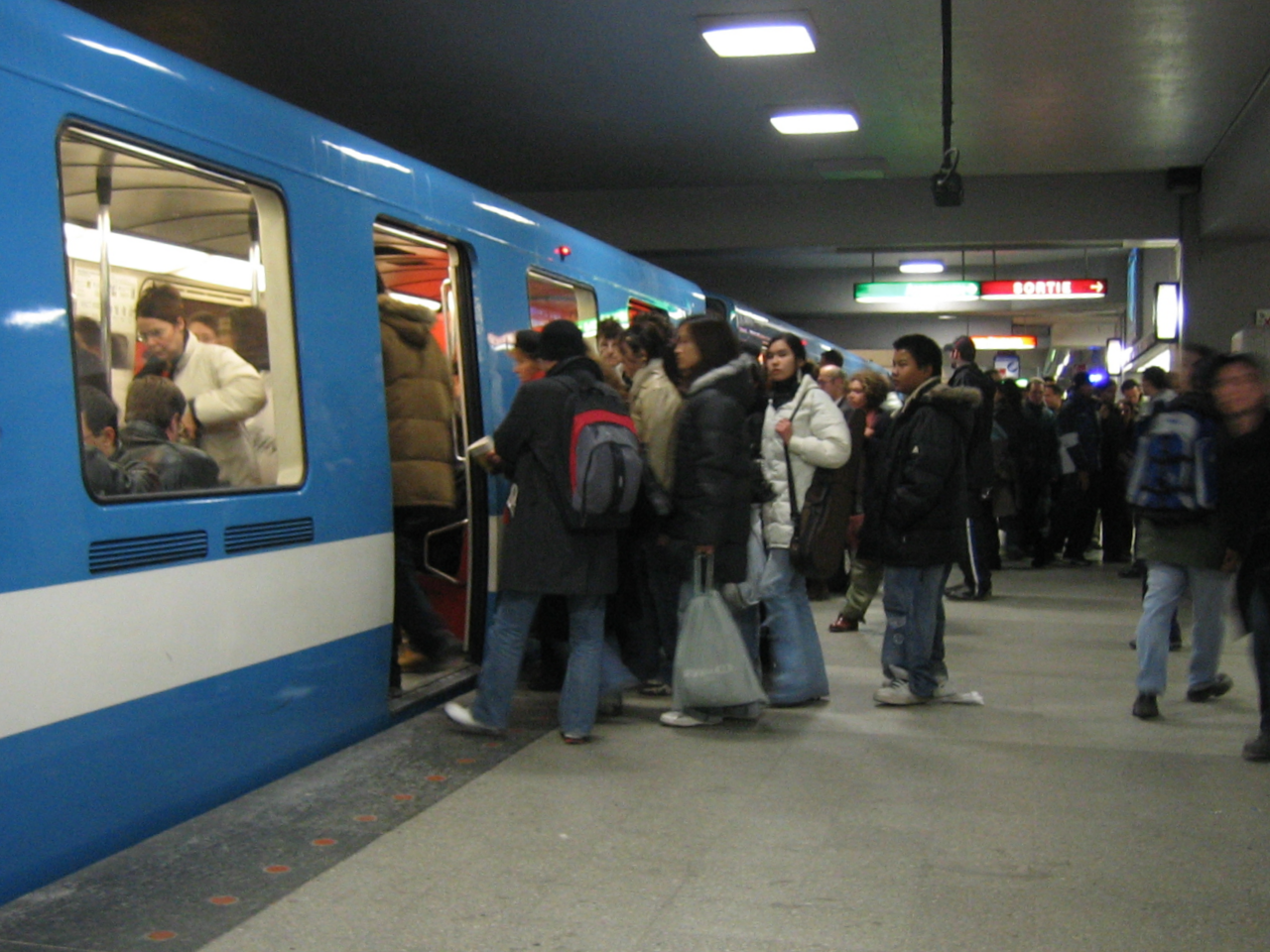
Berri-UQAM

滿地可地鐵（法語：Métro de Montréal）是加拿大魁北克省蒙特利尔島、朗基爾市和拉華爾市的城市軌道交通系統，由蒙特利爾交通局（法語：STM）管理及營運。
整个系统目前包括4条路線及73个车站(轉乘站重複計算)，全長69.2公里，是世上最繁忙的地铁系统之一，客流量在加拿大各都市鐵路系統中位居首位。。其在2008年共接載2.92亿人次，2010年平均周工作日客流量達105万人次。自1966年首段通車起計至2006年，地鐵載客人次已逾60亿，相当于世界人口总數。
蒙特利尔地铁是世界上少數使用膠輪路軌系統的重鐵系統，其技術源自法國巴黎地鐵的MP-59列車。另外，該地鐵系統亦是軌道運輸標竿聯盟（NOVA）的成員之一。

## 歷史
自1861年聖雅各街（英語：St. Jame's Street）出現首條馬車路綫以來，街車漸成滿地可市內最主要的公共交通工具，網絡不斷隨城市發展而擴張。然而，街車服務的準時程度受限於路面交通狀況，鑒於市內交通擠塞問題日益嚴重，早在1910年已有在滿地可修築地下鐵路系統之議，但一直到六十年代才得以實現。

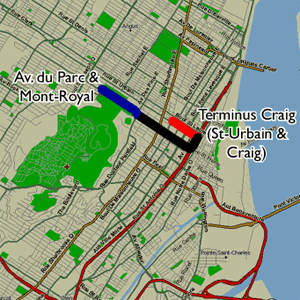
1910年的地鐵藍圖
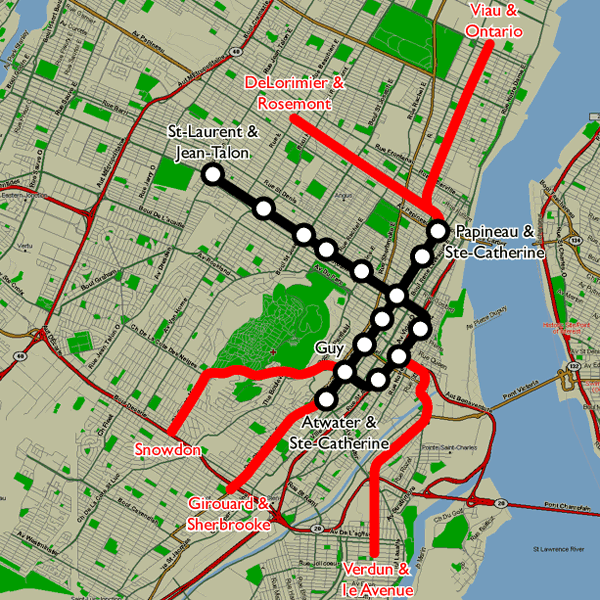
1944年的地鐵藍圖
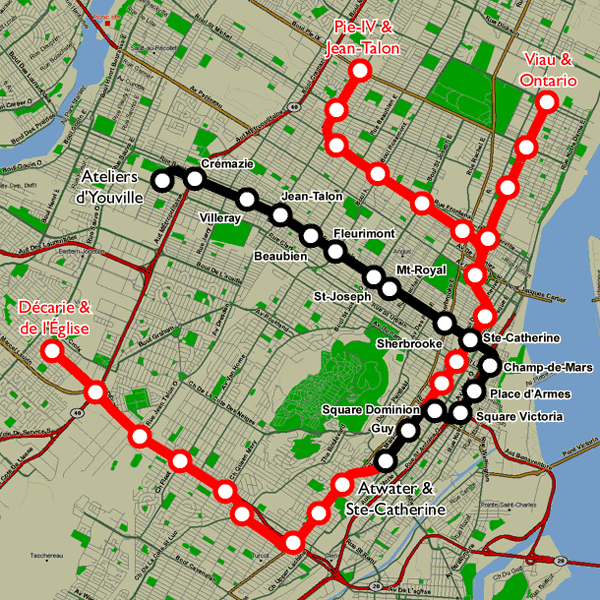
1953年的地鐵藍圖
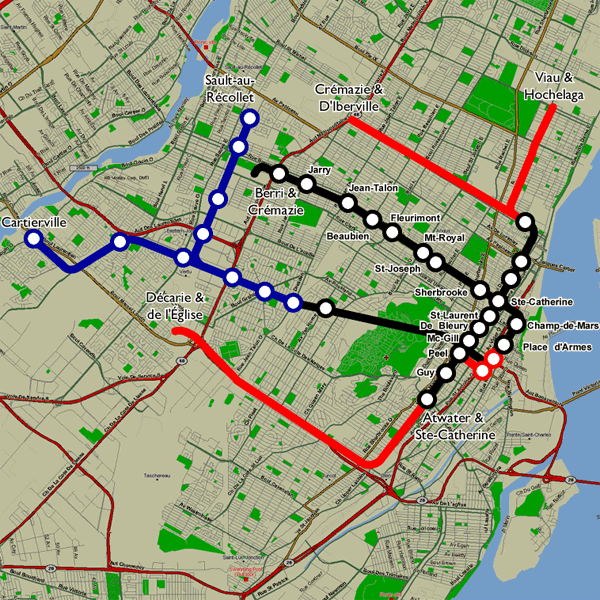
1961年的地鐵藍圖

### 現有地鐵網絡
滿地可地鐵在1962年5月動工；同年11月由於莫斯科放棄1967年世界博覽會舉辦權，原為舉辦城市次選的滿地可取而代之，使滿地可地鐵系統雖非為世博而建，亦能顧及世博帶來之市內交通需求。地鐵1號綫（艾華特至芳提納）及2號綫（博訥至昂利·布哈沙）於1966年10月起分階段通車，而專為連貫世博會場而建的4號綫（全綫）則在1967年4月啟用。
另一方面，最終得以落實的滿地可地鐵藍圖本來有3號綫之設，擬定為由市中心穿越皇家山而連接滿地可島北部卡提亞城（Cartierville）地區的地面捷運路綫，使用加拿大國家鐵路公司擁有之既有鐵路軌道。然而，由於滿地可當局就路段使用權與國鐵當局之談判破裂，加上滿地可獲得世博主辦權後須調撥資源以建造4號綫，故3號綫最終遭到擱置，使現時地鐵網絡只有1、2、4、5號綫而沒有3號綫（三号线在2019年被替换成新的城市快速轻轨）。
繼成功申辦世博後，滿地可又於1970年獲得1976年夏季奧林匹克運動會的主辦權，是以當局於1971年10月動工將1號綫由芳提納延長至安諾希·波格朗，以將奧運會主場館納入地鐵網絡覆蓋範圍，新車站於1976年6月投入運作。1號綫的另一端亦在1978年9月由艾華特延至安基翁，2號綫則不斷向西北面伸展，分別於1980年4月、1981年9月、1982年1月、1982年6月和1984年1月伸延至聖昂利廣場站、施諾東站、聖凱斯琳嶺站、柏民頓站及學院站。
滿地可地鐵在八十年代末期的擴展使之成為加拿大規模最大的地鐵系統。5號綫於1986年6月落成，初由卡斯特諾站至聖米歇爾站，1987年6月延長至公園站，復於1988年1月伸展至2號綫原有之施諾東站。同期2號綫亦在1986年11月向西北伸展一站至禾度嶺站。然而，由魁北克自由黨執政的魁省政府於1990年對滿地可地鐵發展實施延期履行權（moratorium），停止一切地鐵擴展計劃，此後十多年滿地可地鐵一直維持1988年時的規模。直至2002年魁人黨掌政期間，當局才再度決定延展地鐵網絡，將2號綫的東北端延長，由昂利·布哈沙站穿越平原河（Rivière des Prairies）而達滿地可島北面耶穌島（Île Jésus）拉華爾市（Laval）的蒙莫倫斯站。2號綫於2007年4月28日延長至拉華爾市後，地鐵網絡每日錄得逾六萬人次的增幅。

### 願景
掌管大滿地可地區整體交通規劃的大都會交通局（Agence Métropolitaine de Transport，AMT）於2011年12月公佈「鐵路願景2020」（Vision 2020）計劃，建議研究將5號綫進一步伸展至滿地可島東部的安茹（Anjou）地區，以及將2號綫由禾度嶺延展與通勤火車交匯的法蘭林站。
滿地可交通局與省政府在2013年9月20日正式聯合宣布延長5號綫（蓝线）的決定，延伸段將設五個新車站，預計於2020年代初葉竣工。然而，因魁人黨於2014年魁省議會選舉失利，相較將地鐵網絡東延，執政自由黨政府對將滿地可島西部納入地鐵覆蓋範圍較感興趣，令5號綫延長計劃的前景一度變得不明朗。2018年4月，自由黨政府正式對5號綫向東北伸延的建議開綠燈，原本预计可在2020年動工，2026年通車。目前处于施工状态，通车时间不确定。
另一方面，2017年11月當選滿地可市長的Valérie Plante，競選時曾以興建連貫滿地可北部與市中心的粉紅綫（法語：Ligne Rose）為其主要政綱之一。該綫興建工程原本預計可在2025年或之前完成，不过至今仍无施工计划。2020年的蒙特利尔大都会快速网络-东线（REM de l'Est)项目基本上替代了粉红线的愿景，不过此项目刚宣布不久就很快被省政府「搁置」 （页面存档备份，存于）。2023年6月，市长Valérie Plante宣布拉欣区（Lachine）已经准备好迎接了粉紅綫，然而并没有任何的时间线和具体计划。

## 路線
蒙特利爾地鐵目前有四條路綫，橫貫市內多個地區。各綫雖有其官方編號，惟日常溝通中多以其代表顏色代稱之。
| 路綫編號 | 代表顏色 | 起訖點                                         | 啟用日期 | 總長度    | 車站數目 |
| -------- | -------- | ---------------------------------------------- | -------- | --------- | -------- |
| 1號線    | 綠       | 安基翁 ↔ 安諾希·波格朗                         | 1966     | 22.1 公里 | 27       |
| 2號線    | 橙       | 禾度嶺 ↔ 蒙莫倫斯                              | 1966     | 30.0 公里 | 31       |
| 4號線    | 黃       | 朗基爾—舍布奇大學 ↔ 巴－魁北克大學蒙特利爾分校 | 1967     | 4.25 公里 | 3        |
| 5號線    | 藍       | 斯諾登 ↔ 聖米歇爾                              | 1986     | 9.7 公里  | 12       |

- 3號線當初計劃為一條貫穿皇家山的輕鐵路線，後來計劃取消。現時原預留予該線的軌道用作通勤鐵路之用。
- 地鐵系統共設4個轉線站：巴－魁北克大學蒙特利爾分校站、利安納·格魯站、莊塔隆站和斯諾登站。

不同於大部分的大都市，蒙特利爾地鐵網絡並無服務其國際機場，而是經通勤火車的Dorval站連接；乘客亦可在巴里站附近的滿地可長途巴士總站乘坐747綫巴士直达。2號線和 4號線是離開蒙特利爾島的行車綫，分別前往圣海伦岛的拉華爾市和南岸的朗基爾市。在2007年4月28日，2號線位於拉華爾市的一段正式通車，開通蒙莫倫斯至昂利·布哈沙站一段，設有蒙莫倫斯站、協和站及卡迪耶站三個車站。蒙特利尔没有地铁3号线，取而代之的是大都会交通局的二山线通勤铁路。

## 車站設計

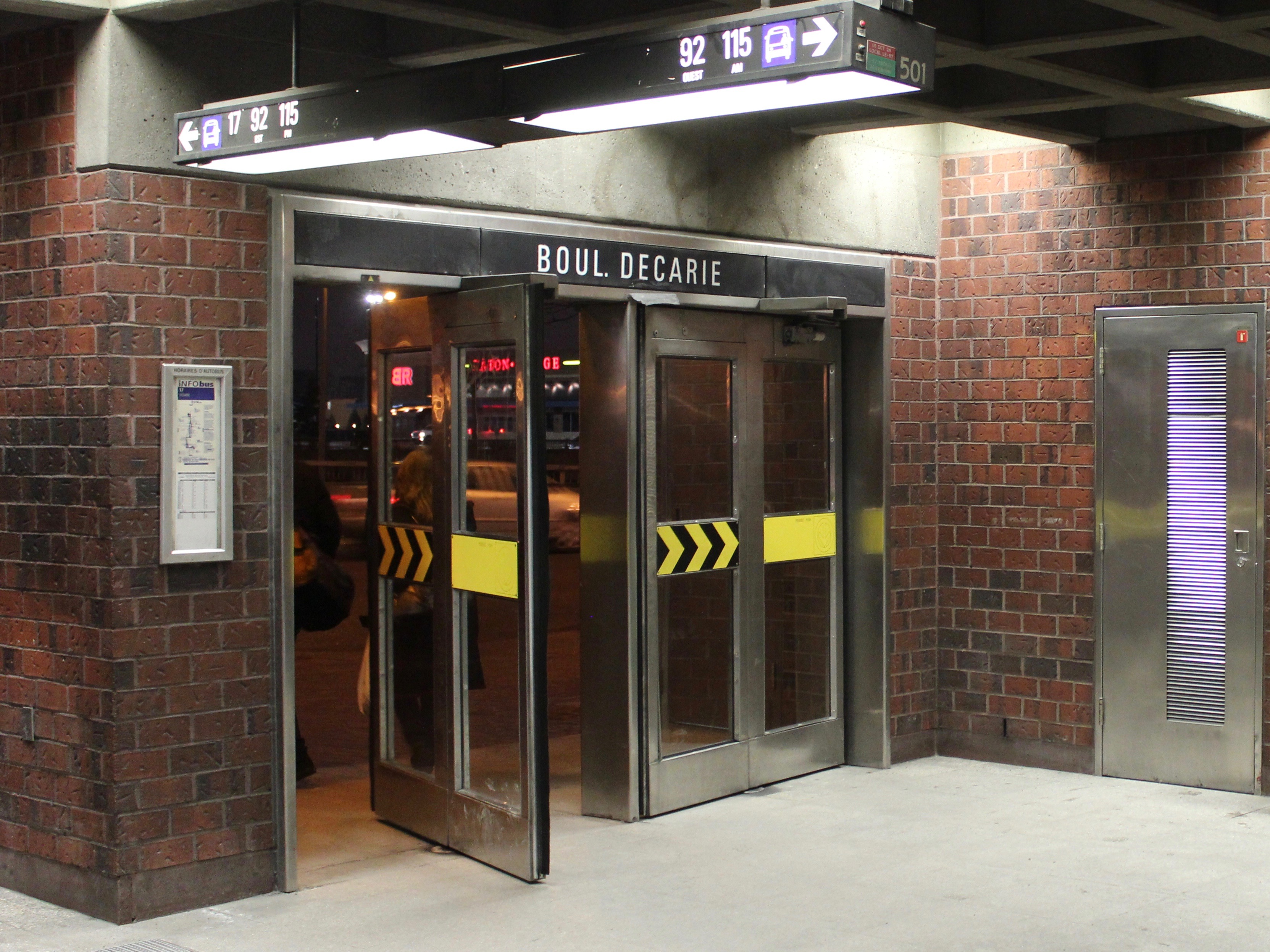
那慕爾站出口之「蝴蝶」旋轉門有助抗抑活塞效應，防止列車於隧道內運行產生之氣流影響開關

滿地可地鐵沿綫共有68個車站，全屬地底車站，當中四個屬於地鐵行車綫之間的轉綫站，另外五個連接通勤火車站。站間距離平均為950米，當中最短之距離是綠綫的皮爾站（Peel）至麥基爾站（McGill）一段，兩站相隔僅296米；最長的則是黃綫由巴里站（Berri-UQAM）至尚達坡站（Jean-Drapeau），兩站分處蒙特利爾島與聖海倫島（Île Sainte-Hélène），為聖勞倫斯河所隔，使兩站距離長達2,362米。
滿地可地鐵車站月台平均深度為15米，最深者首推夏洛瓦站（Charlevoix），其安諾希·波格朗方向月台深入地表下29.6米；距地表最近的則是安基翁站（Angrignon）與朗基爾—舍布奇大學站（Longueuil—Université-de-Sherbrooke），月台僅深4.3米。
車站設計深受滿地可的嚴寒天氣影響，各站出口多採取密封設計，設有特別設計的玻璃門分隔車站內外，並以獨立建築物形式建置，異於不少城市直接於行人路開洞興建樓梯通往地底車站的做法。市中心的多個車站更與滿地可地下城共構，全天候連接附近建築物。

## 車輛

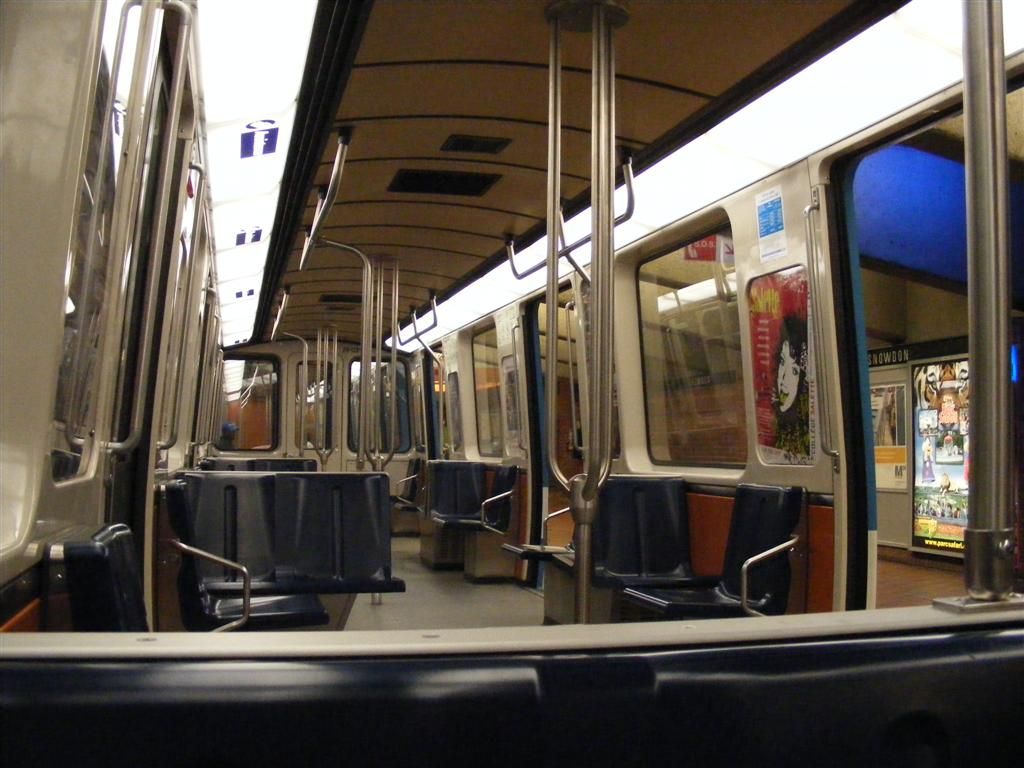
MR-73列車車廂内部

地铁每列包括9节车厢，每3节车厢为一组。每节车厢宽2.5米，内设39～40个座位，设计最高载客量160人。平均时速40公里（25 mph），最高时速72公里（45 mph）。
滿地可地鐵現有兩種型號車輛服役，當中自1976年開始運行的MR-73型屬第二代列車，由庞巴迪公司（Bombardier Transportation）生產；2015年起陸續投入服務的第三代列車為龐巴迪-阿尔斯通（Bombardier-Alstom）所聯合生產的MPM-10型，冠以由公眾票選的「Azur」暱稱，耗資30亿加元訂製，是第一款於車廂之間設通道供乘客通過的滿地可地鐵列車。隨第三代列車投入服務，自1966年地鐵通車起一直沿用的第一代列車——加拿大維克斯公司（Canadian Vickers）的MR-63型逐漸退出營運，並在2018年6月21日全面退役，結束52年歷史任務。
| 型號           | 投入服務年期 | 行車綫           | 車卡總數 | 備註                                                                           |
| -------------- | ------------ | ---------------- | -------- | ------------------------------------------------------------------------------ |
| MR-63          | 1965-1967    | 沒有             | 336      | 曾於1990至1996年全面翻新，並在2010年代初修改座位佈局 2018年6月21日正式全面退役 |
| MR-73          | 1976-1980    | 綠綫、藍綫、黃綫 | 423      | 1992年裝設電子顯示屏 車廂內裝於2005至2008年作全面翻新                          |
| Azur（MPM-10） | 2015-2018    | 橙綫、綠綫       | 468      | 2016年2月起在橙綫載客運行，翌年10月23日進駐綠綫。                              |

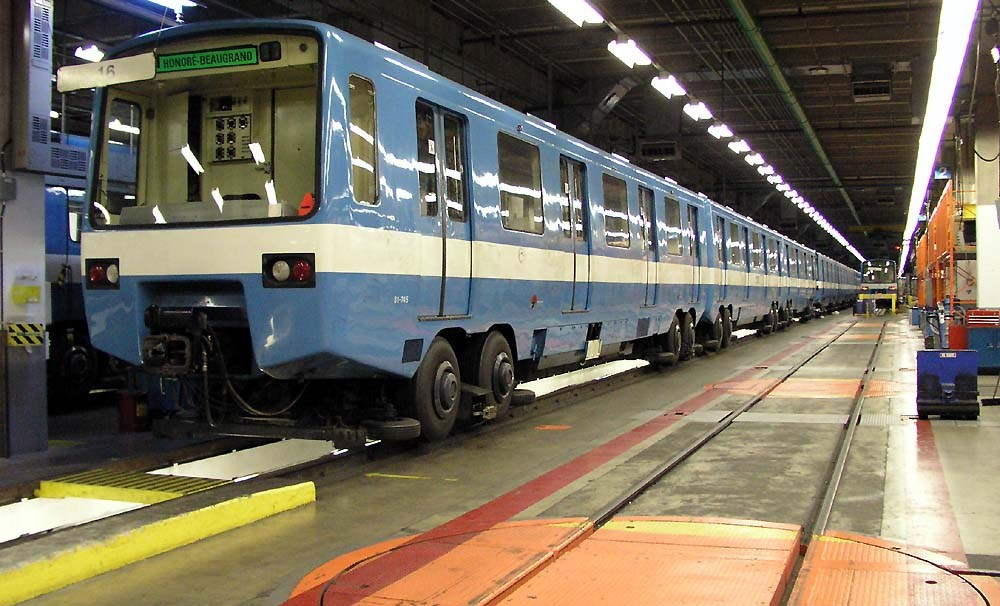
已於2018年全面退役的MR-63型列車
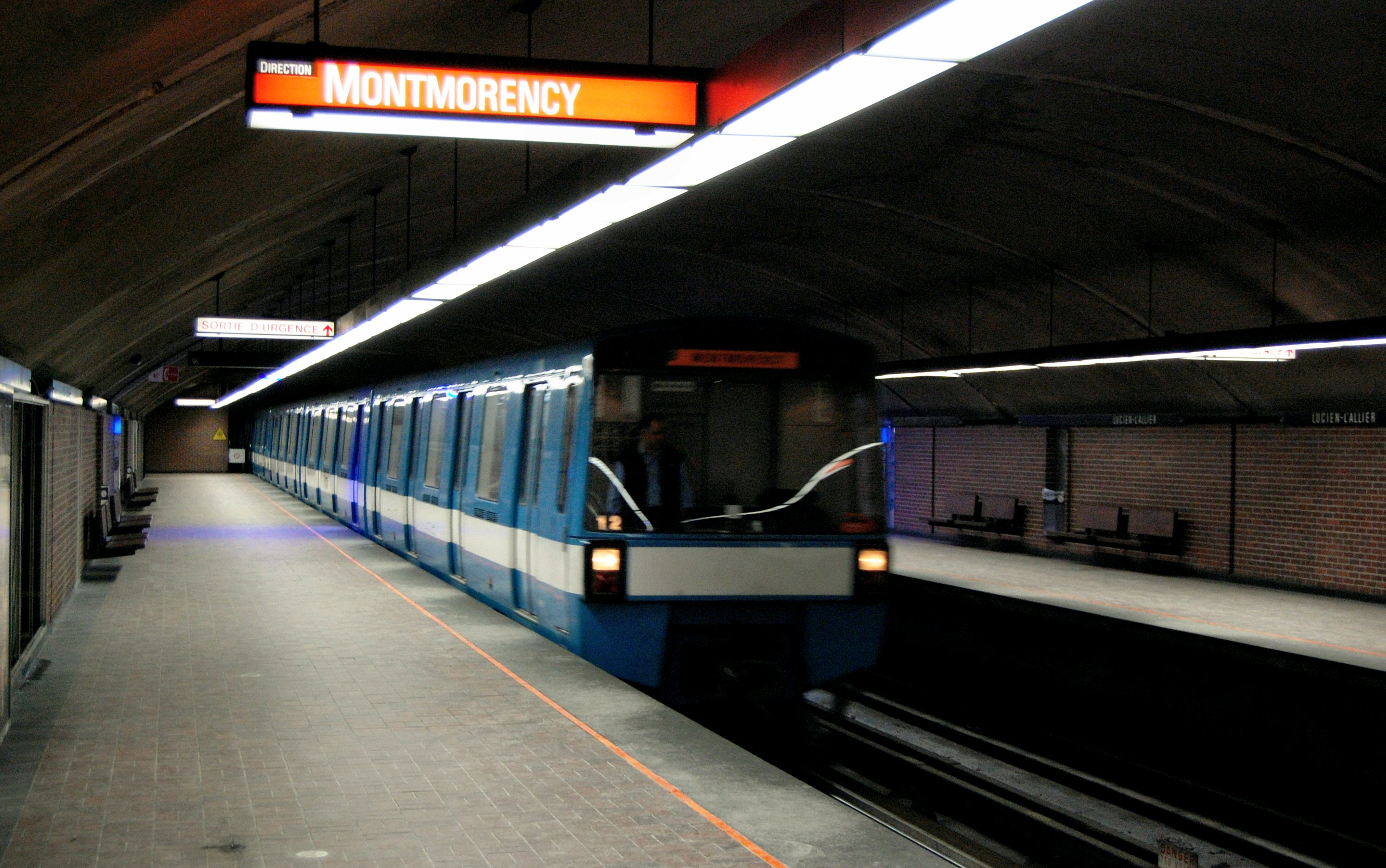
MR-73型列車駛進呂西安·拉利耶站
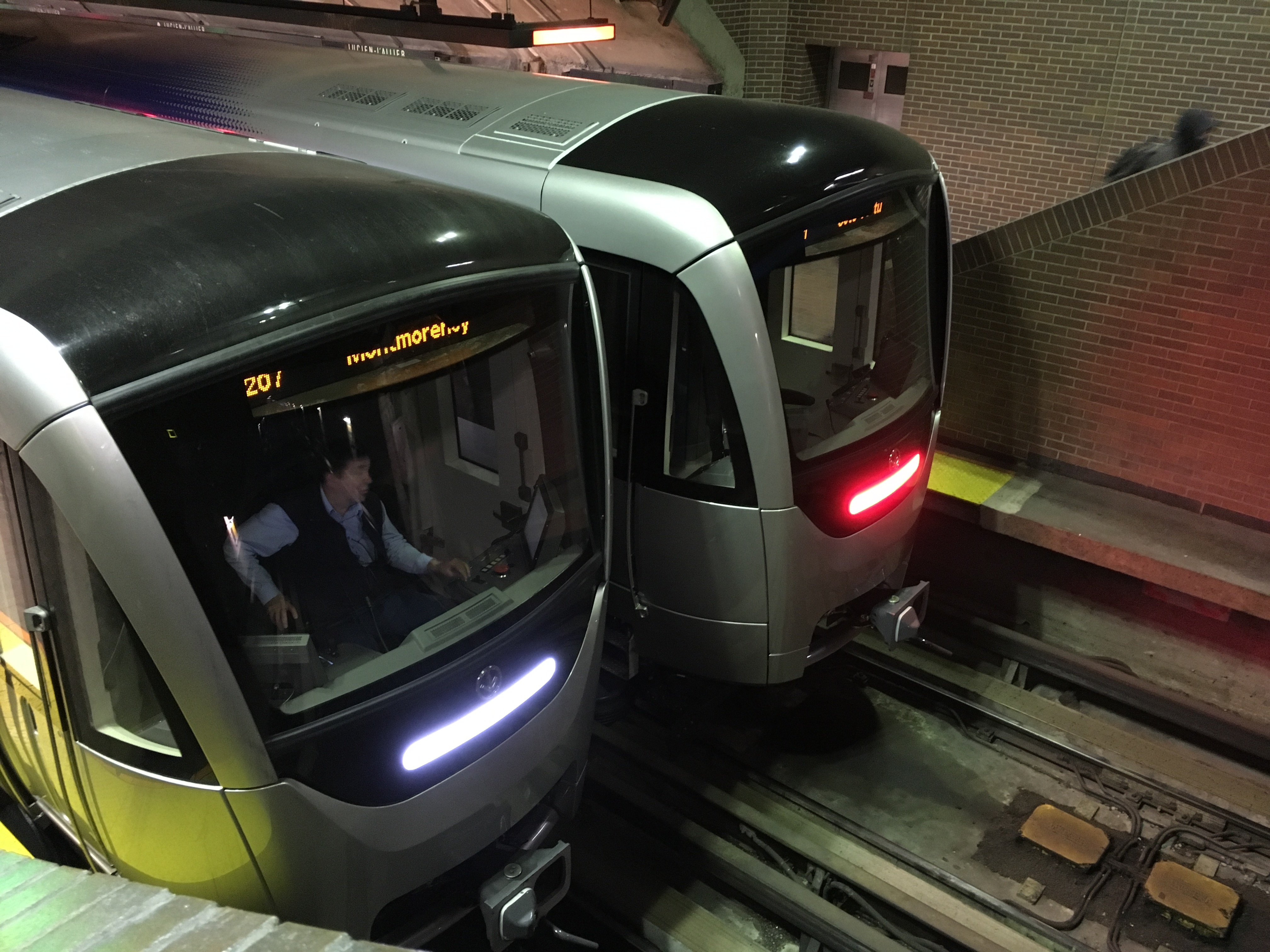
MPM-10型於2016年陸續歸隊

## 營運資訊

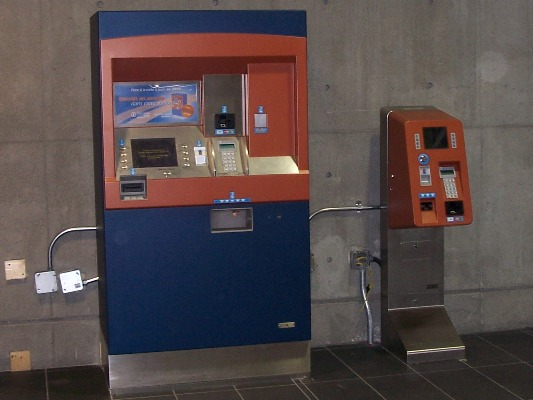
地铁票自动售票机

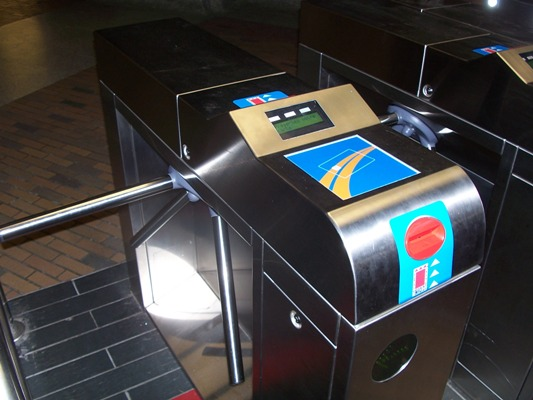
OPUS智能卡读取器

地铁运营时间为早晨5:30到凌晨1:00，周六则持续到凌晨1:30。由于5号线客流量较少，凌晨0:15便结束运营。高峰期平均每2～5分钟一班地铁。
票价每张3.25加元，可免费在中转站换乘其他地铁线路，或在规定时间内单次在地铁和STM公车之间周转。本地居民多使用OPUS智能卡。蒙特利尔交通局有单程票，联票，日票，周票，月票多种选择。学生，儿童及65岁以上的老人则享有不同程度的优惠。幼儿免费。

## 沿线著名景点
- 蒙特利尔植物园（Jardin Boutanique）位於1號線庇護九世站为世界上第三大植物园，于1931年开业。其附近还有著名的蒙特利尔昆虫馆，生态博物馆和天文馆（生态馆和天文馆位于1號線维奥站）。
- 奥林匹克公园（英语：Olympic Park (Montreal)）位於1號線庇護九世站和维奥站，是1976年夏季奧林匹克運動會的場地。
- 蒙特利尔大学（Université de Montréal）位於5號線的蒙特利爾大學站。
- 魁北克大学蒙特利爾分校（Université du Québec à Montréal）位於1號線、2號線和4號線巴里站和藝術坊站。
- 麦吉尔大学（McGill University）位於1號線麥基爾站。
- 协和大学（Concordia University）位於1號線蓋爾—協和大學站。
- 皇家山公园（Parc du Mont-Royal）位於2號線皇家山站。
- 蒙特利尔老城（Vieux Montréal）和蒙特利尔老港（Vieux Port de Montréal）为蒙特利尔主要打卡点，位於2號線军事广场站和战神广场站。蒙特利尔老城及老港都是始于17世纪皮毛交易而兴起的。在老城，那里依旧有追早的石路和建筑如蒙特利尔市政厅和蒙特利尔圣母教堂；老港上有许多水上活动以及博物馆，沙滩供游客游玩。
- 蒙特利尔美术馆（Musée des beaux-arts de Montréal）是加拿大历史最悠久的美术馆，创建于1860年，开馆于1879年，位于1號線盖尔-协和站北面谢尔布鲁克大街上。曾在1972年造抢劫，成为加拿大犯罪史上被害额最高的抢劫案。如今我们看到的美术馆是于1912年建的新馆，里面有收藏大约四万四千余艺术作品。
- 贝尔中心（Centre Bell）（北美职业冰球大联盟蒙特利尔加拿大人队的主场）位於2號線呂思安·拉利耶站。
- 让·塔隆市场（Marché Jean-Talon）位於2號線和4號線莊塔隆站。
- 同志村（le Village）位於1號線波特站，有著名的同性恋酒吧，每年吸引大量遊客。
- 蒙特利尔赌场（Casino de Montréal）位於4號線尚達坡站。
- La Ronde乐园（La Ronde）位於4號線尚達坡站，每年夏季举行蒙特利尔国际烟花节。